# Łazice
Łazice [waˈʑit͡sɛ] (tiếng Đức: Tannenhof) là một ngôi làng thuộc khu hành chính của Gmina Czaplinek, thuộc quận Drawsko, West Pomeranian Voivodeship, ở phía tây bắc Ba Lan. Nó nằm khoảng 4 kilômét (2 mi) về phía đông bắc của Czaplinek, 32 km (20 mi)     về phía đông của Drawsko Pomorskie và 114 km (71 mi) về phía đông của thủ đô khu vực Szczecin.
Trước năm 1945, khu vực này là một phần của Đức. Đối với lịch sử của khu vực, xem Lịch sử của Pomerania.